# A szomszéd fiú
A szomszéd fiú (eredeti cím: The Boy Next Door) 2015-ös amerikai erotikus thriller, melyet Rob Cohen rendezett és Barbara Curry írt. A főbb szerepekben Jennifer Lopez, Ryan Guzman, John Corbett, Ian Nelson és Kristin Chenoweth látható.
Az Amerikai Egyesült Államokban 2015. január 13-án mutatták be a mozikban. Magyarországon két hónappal később, március 23-án jelent meg az UIP-Dunafilm forgalmazásában.
A filmben Lopez egy Claire nevű középiskolás tanárt alakít, aki válófélben van a férjével. A nő hamarosan egyéjszakás kalandba keveredik a szomszéd fiatal lakójával (Guzman), aki sokkal többet akar, mint egy éjszaka. Claire azonban nem is sejti, hogy milyen nagy veszélyben van a fia és a férje.

## Cselekmény
|  | Alább a cselekmény részletei következnek! |

Claire Peterson (Jennifer Lopez) el akar válni férjétől, Garrettől (John Corbett), miután rájön, hogy megcsalta őt az egyik titkárnőjével. A barátnője és egyben kollégája, Vicky Lansing (Kristin Chenoweth) sürgeti Claire-t, hogy minél hamarabb bontsa fel a házasságát. A nő hamarosan összeismerkedik a szomszédjában lévő tolókocsis öregember elárvult unokaöccsével, Noah Sandbornnal (Ryan Guzman), aki nemrég költözött oda. Noah elkezd összebarátkozni Kevinnel (Ian Nelson), Claire tizenéves fiával, és elkezd részt venni az iskolában is, ahol Claire angol-irodalmat tanít. Noah felkelti Claire figyelmét, miután a Homérosz-Iliászból előidézi a szeretet kifejezését. Másnap Kevin és Garret elmennek egy halászati túrára, majd az éjszaka folyamán Claire lesi az ablakából Nohat, ahogyan ő meztelen van a szobájában.
Claire részt vesz egy szerencsétlen dupla randin a barátnőjével, Vickyvel, az ő barátjával, Ethannel (Travis Schuldt), és az ő illetlen haverjával, Bennyvel (Bailey Chase). Kevin még mindig oda van a távolban, ám Noah áthívja Clairet, hogy segítsen neki főzni. Ő végül megebédel vele, amely alatt a srác szemérmetlenül flörtöl vele. Annak ellenére, hogy Claire hezitál, lehetővé teszi Noahnak, hogy elcsábítsa és megtörténik köztük a  szeretkezés. Claire elmondja, hogy sajnálja a kettejük közötti megtörténő szexet, erre Noah dühében belever egyet a falba. A tanév kezdetén Noah elkezd suliba járni, aki betört Claire számítógépébe, hogy a nő osztályába kerülhessen, azt a látszatot keltve, hogy ő kérte ezt. Noah elkezdi manipulálni Kevint, hogy meggyűlölje az apját, amiért ennyi fájdalmat okozott az anyjának. Később ezen Kevin felidegesíti magát az edzőteremben, box közben és sokkot kap; Noahnak sikerül megmentenie az életét, miután befecskendezi neki az EpiPent-jét. Noah később egy csokor virágok küld Claire-nek. Noah észreveszi, hogy újra randizgatni Claire a férjével, aminek hatására a szenvedése egyre jobban fokozódik.
Kevin balesete után, Noah megvédi őt a piszkálóitól olyannyira, hogy Jason Zimmer fejét többszörösen beleveri a szekrénybe, közben Vicky (aki az igazgatóhelyettes az iskolában) felfedezi, hogy Noaht kirúgták a korábbi iskolából rendbontás miatt. Miután behívatja a fiút magához az igazgatóhelyettes, Noah elkezdi őt agresszívan sértegetni, ami miatt azonnali hatállyal ki is rúgja az iskolából. Az őszi bál estéjén Claire bemegy a férfimosdóba, hogy ellenőrizze a szivárgó csapot, de ehelyett meglátja a falra írva, hogy "Megb***tam Claire Petersont!", mielőtt még Noah felbukkanna. Ő próbál rámozdulni erőszakosan, de Claire hímvesszőn rúgja és figyelmezteti, hogy tartsa távol magát tőle és Kevintől. A következő napon, Noah futva hagyta a nyomtatót Claire osztálytermében, és rengeteg képet szétszórt, ahogyan ők együtt alszanak félmeztelen. Amikor Garrett autójának a fékjei hirtelen nem működnek, ő és Kevin majdnem balesetet szenvednek. Noah elkezdi zsarolni Clairet; Elmondja neki, hogy felvette videóra a szeretkezésüket, és nem mutatja meg a férjének, ha továbbra is lefekszik vele. Visszautasítja őt, és Vicky azt az ötletet adta neki, hogy menjen el Noah házához. Claire betör a házba és meglát több száz képet magáról a fiú pincéjében. Megtalálja a laptopját és letörli a videót, valamint képeket lát autófékekről arra gyanakodva, hogy ő manipulálta Garrett fékjét. Találkozik Chou nyomozóval (François Chau), aki tájékoztatja Clairet, hogy Noah apja meghalt, miután egy teherautóba hajtott a kisbusszal (nem tudott lefékezni).
Noah megkötözi Vickyt és poénkodni kezd vele, majd használ egy hangfelvételt a hangjával ellátva, hogy rávegye Claire elinvitálását a házába. Amikor megérkezik, meglátja Vicky holttestét elvágott torokkal és szabdalva. A rémült Claire felveszi a rendőrséggel a kapcsolatot, de Noah hirtelen felbukkan. Azt mondja, hogy az anyja öngyilkos lett, miután az apja megcsalta őt, és ezért babrálta meg az apja kisbuszát, hogy megölje őt és szeretőjét. Noah átviszi Clairet a ház pajtájába, ahol már az elrabolt Garrett és Kevin megkötözve vannak. Megfenyegeti a nőt azzal, hogy megöli őket, ha nem marad vele. Hamar erőszakos veszekedés alakul ki, amiben Claire egy szerszámmal leüti Noaht, majd megpróbálja kiszabadítani a családját. Közben Noah magához tér és körbe önti kerozinnal a pajtát és meggyújtja öngyújtóval. A nagy láng közepette Garrettnek sikerül kiszabadítania magát a fogságból és megpróbálja megfojtani Noaht a kötéllel, de ő mellkason lövi. Claire szembe szúrja Noaht, Kevin Fecskendezőjével. Noah rászegezi Kevinre a fegyvert, de Claire az utolsó pillanatban lehúz egy kart és ráesik a fiúra egy traktormotor, ezzel megölve őt. Claire és Kevin segít a megsebesült Garretten és elhagyják a ház égő pajtáját. 
|  | Itt a vége a cselekmény részletezésének! |

## Szereplők
| Színész           | Szereplő         | Magyar hang   |
| ----------------- | ---------------- | ------------- |
| Jennifer Lopez    | Claire Peterson  | Pikali Gerda  |
| Ryan Guzman       | Noah Sandborn    | Fehér Tibor   |
| John Corbett      | Garrett Peterson | Fekete Ernő   |
| Ian Nelson        | Kevin Peterson   | Baráth István |
| Kristin Chenoweth | Vicky Lansing    | Murányi Tünde |
| Jack Wallace      | Mr. Sandborn     | Galkó Balázs  |

További magyar hangok: Novkov Máté, Gulás Fanni, Dolmány Attila, Takátsy Péter, Fenyő Iván, Pál Tamás, Berkes Boglárka,
 Csépai Eszter, Csuha Lajos, Formán Bálint, Gacsal Ádám, Kapácsy Miklós, Lázár Erika, Király Adrián, Szalay Csongor, Martin Adél

## Elismerések és fogadtatás
| Év   | Díj                     | Kategória                   | Részes         | Eredmény |
| ---- | ----------------------- | --------------------------- | -------------- | -------- |
| 2015 | 2015-ös MTV Movie Award | Legjobb rémületteljesítmény | Jennifer Lopez | Elnyerte |

A film nagyrészt negatív értékeléseket kapott a kritikusoktól, de bevételi szempontból a költségvetésével szemben igen jól teljesített. A Metacritic oldalán a film értékelése 30% a 100-ból, ami 33 véleményen alapul. A Rotten Tomatoeson a Szomszéd fiú 11%-os minősítést kapott, 113 értékelés alapján.